# Oscar Ludvig Stoud Platou
Oscar Ludvig Stoud Platou, född den 16 juli 1845 i Kristiania, död den 17 januari 1929, var en norsk rättslärd, son till Frederik Christian Stoud Platou.
Platou blev 1876 assessor i byretten i huvudstaden, samma år juris doktor, som den förste vid Kristiania universitet efter avlagda prov, och 1890-1920 professor i rättsvetenskap vid samma universitet. I åtskilliga norska och skandinaviska lagstiftningskommittéer var Platou en verksam ledamot. Hans omfattande författarskap faller, utom de av honom som kommittéledamot författade förarbetena till åtskilliga lagar, huvudsakligen inom arvsrättens, sjörättens samt bolags- och försäkringsrättens områden. 
Bland Platous skrifter kan nämnas den prisbelönade doktorsavhandlingen Det navngivne Handelsselskabs Retsforhold lige overfor Tredjemand (1875), Om Livsforsikringskontraktens Natur (1887), Forelæsninger over norsk Arveret (1899; 2:a upplagan 1910), Forelæsninger over norsk Søret (1900), Forelæsninger over norsk Selskabsret  (1906-11), Forelæsninger over udvalgte emner af privatrettens almindelige del (1912 ff.). och Forelæsninger över retskildernes theori (1915).